# Sri-lankische Badmintonmeisterschaft 2020
Die Sri-lankische Badmintonmeisterschaft 2020 für die Saison 2020/2021 fand vom 10. bis zum 14. Februar 2021 in Colombo statt. Es war die 68. Austragung der nationalen Titelkämpfe im Badminton in Sri Lanka.

## Austragungsort
- Mercantile Badminton Association Indoor Stadium, Colombo
- SL Badminton Stadium, Colombo

## Finalergebnisse
| Disziplin    | Sieger                                              | Finalist                                                | Ergebnis     |
| ------------ | --------------------------------------------------- | ------------------------------------------------------- | ------------ |
| Herreneinzel | Niluka Karunaratne                                  | Rasindu Hendahewa                                       | 21-17, 21-16 |
| Dameneinzel  | Hasini Ambalangodage                                | Hasara Wijayaratne                                      | 21-14, 21-9  |
| Herrendoppel | Niluka Karunaratne Dinuka Karunaratne               | Lakindu Ratnaweera Ruhan Wijesinghe                     | 21-17, 23-21 |
| Damendoppel  | Hasini Ambalangodage Kavindi Ishandika Sirimannage  | Achini Nimeshika Ratnasiri Upuli Samanthika Weerasinghe | 21-19, 21-18 |
| Mixed        | Buwenaka Goonethileka Kavindi Ishandika Sirimannage | Rajitha Dhahanayake Achini Nimeshika Ratnasiri          | 21-15, 21-14 |